# Автобан A19 (Німеччина)
Федеральний автобан A19 (A19, нім. Bundesautobahn 19) — німецький автобан який з'єднує ганзейське місто Росток з автострадою A24 біля Віттштока. Весь A19 є частиною Європейського маршруту 55.

## Маршрут
Автобан 19 починається на півночі Ростока біля східного виходу з тунеля Варнов, на південь від заморського порту Ростока, проходить на схід від міста в південному напрямку, перетинає A20 на розв'язці Ростока, проходить через район Ростока, тут перетинає річку Рекніц, проходить на схід від озера Краковер і прорізає Мекленбурзьке поозер'я в однойменному районі. Державний кордон з Бранденбургом проходить на північ від Вітштока/Доссе. A 19 закінчується на південь від міста в трикутнику Wittstock/Dosse на A 24.

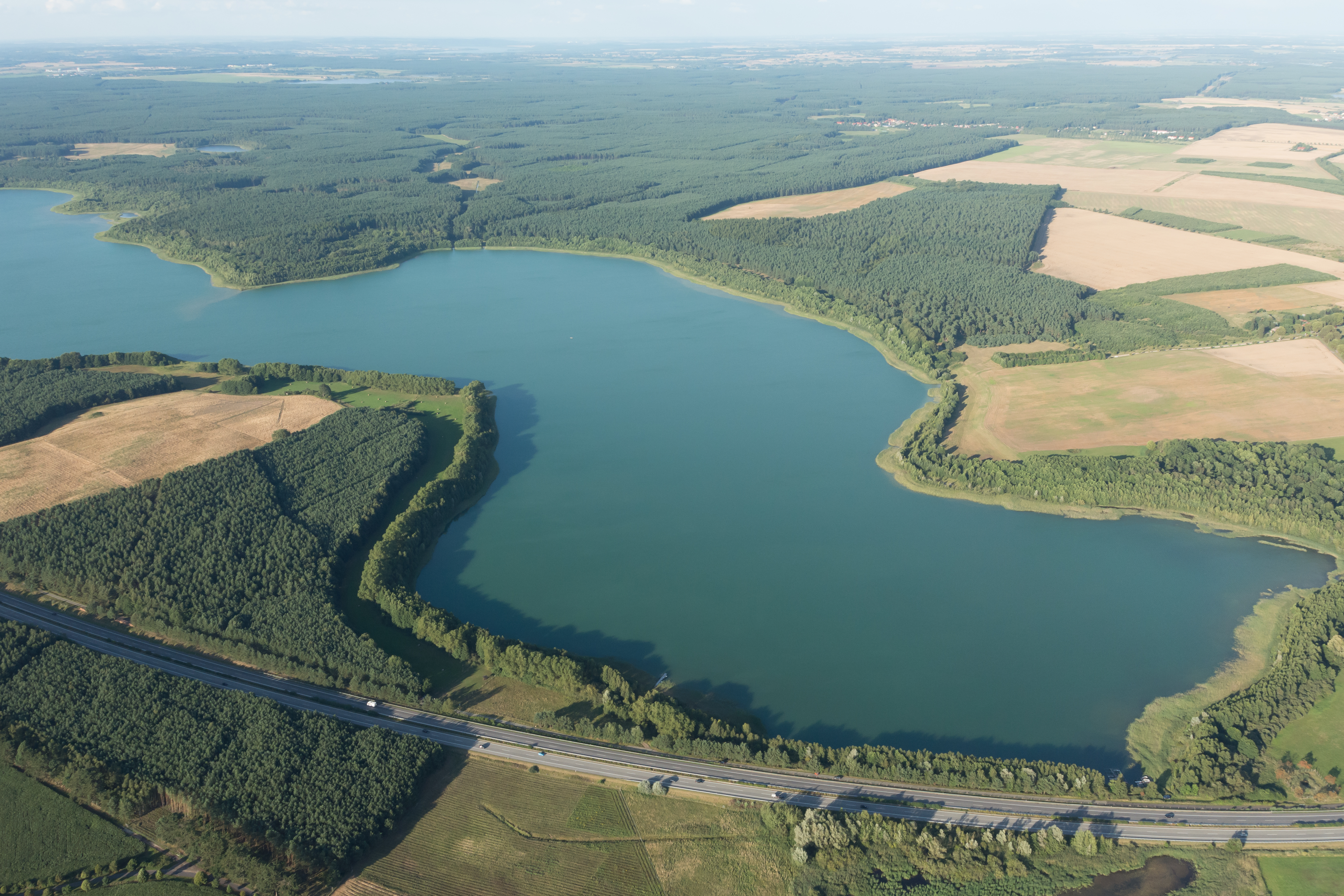
Автострада А19 біля озера Дрівер-Зе.